# Cethosia aurigena
Cethosia aurigena är en fjärilsart som beskrevs av Hans Fruhstorfer 1912. Cethosia aurigena ingår i släktet Cethosia och familjen praktfjärilar. Inga underarter finns listade i Catalogue of Life.